# North Auburn (Kalifornija)
North Auburn je naseljeno područje za statističke svrhe u američkoj saveznoj državi Kalifornija. Prema popisu stanovništva iz 2010. u njemu je živjelo 13.022 stanovnika.